# Натори (река)
Натори (яп. 名取川 наторигава) — река в Японии на острове Хонсю. Протекает по территории префектуры Мияги.
Длина реки составляет 55,0 км, на территории её бассейна (939 км²) проживает около 470 тыс. человек. Согласно японской классификации, Натори является рекой первого класса.
Исток реки находится под горой Камуро (神室岳, высотой 1356 м), на границе префектур Мияги и Ямагата. Впадает в залив Сендай Тихого океана.
В городе Сендай в реку впадает приток Хиросе.
Около 76 % бассейна реки занимает природная растительность, около 13 % — сельскохозяйственные земли, около 11 % застроено.
Уклон реки в верховьях и среднем течении составляет около 1/100-1/200, в низовьях — 1/200-1/3000. Среднегодовая норма осадков в бассейне реки составляет около 1200—1700 мм в год.
В XX и XXI веках самые катастрофические наводнения происходили в 1910, 1947, 1948, 1986 и 1989 годах. Во время наводнения 1910 года 360 человек погибло или пропало без вести, 554 домов было полностью разрушено.